# Больсена
Больсена (итал. Bolsena) — коммуна в Италии, располагается в регионе Лацио, в провинции Витербо.
Население составляет 4240 человек (2008 г.), плотность населения составляет 66 чел./км². Занимает площадь 64 км². Почтовый индекс — 1023. Телефонный код — 0761.
Покровительницей коммуны почитается святая Христина Тирская, в церкви имени которой совершилось то чудо с Распятием, которое и послужило Рафаэлю содержанием для его знаменитой фрески в Ватикане. Празднование 24 июля.

## История
Вольсинии были наиболее длительно сопротивлявшимся римской экспансии этрусским городом. После тридцатилетней борьбы, в 264 году до н. э. (по другим данным — в 265 году до н. э.), в консульство Марка Фульвия Флакка он был всё-таки покорён римлянами. Жители города были переселены в менее защищённую и менее подходящую для обороны местность на богатом рыбой озере Вольсена (Lacus Volsiniensis), где они основали «Новые Вольсинии» (Volsinii novi) — нынешний город Больсена.

## Демография
Динамика населения:

## Администрация коммуны
- Официальный сайт: http://www.comunebolsena.it/